# 夏光南

夏光南

夏光南（1892年—？年），云南会泽人，字嗣尧，云南历史学者。

## 生平
1892年，夏光南生于会泽县，肄业于东川府中学堂，1911年入读云南省优级师范选科学校，1913年毕业后担任会泽县高等小学教员，当年考入北京高等师范学校史地部。1917年毕业回滇，历任云南省立法政专门暨师范中学等校教员、云南陆军讲武学校少校教官、省立第二高等小学校长、昆明联合中学史地教员等职；1921年至1923年，担任云南省第二区省视学，视察小学学务。1924年再次进入北京师范大学教育研究科学习。1926年毕业后回到故乡会泽，向唐继尧争取资金支持，建立了会泽的第一所中学会泽中学堂（今会泽县第一中学），夏光南为首任校长。1931年至1941年，任昆华中学历史专任教员，李埏为其学生之一。1942年3月，任省立昆华女子中学专任教员。1948年，任私立五华文理学院历史教员。1944年5月任云南省经济委员会五级专员，1945年兼任云南人民企业公司设计室主任，曾于1945年考察开蒙垦殖局，于1947年赴宾川县视察水利、垦殖工程。
《新纂云南通志》中〈地理考〉的“疆域”部分由夏光南编纂；在《续云南通志长编》的编修中，夏光南则主要负责采集资料。1935年，夏光南呈请云南省教育厅参与考察中缅南段未定界，但途中坠马伤手而未能如愿。1942年被聘为云南大学西南研究室特约研究员、名誉编辑员。
中华人民共和国成立后，夏光南曾任云南省图书馆馆员，1954年，受聘为云南省文史研究馆馆员。此后情况无资料记载，去世时间亦不详。

## 著作
著有《云南文化史》（1923年）、《云南政治进展史》（1931年）、《元代云南史地丛考》（1935年）、《中印缅道交通史》（1948年）、《云南冶金史料选录》、《南诏佛教史料的分析》、《白语辞类猎要》（1963年）等书，撰有《思想的解放合推理力的养成》（1919年）、《儿童的环境和个性（附表）》（1920年）、《修身科训练的标准（未完）》（1920年）、《隐逸的政治道德观》（1921年）、《回回及蒙族移殖滇南论（续）》（1932年）、《哈喇章与察罕章考（附图）》（1932年）、《元之云南省与昆明县名考》（1933年）、《元代滇之寸白军》（1933年），《郑和太公墓志铭跋》（1935年）、《考察开蒙垦殖局报告》（1945年）等文章。